# When the Tigers Broke Free
When the Tigers Broke Free ist ein Pink-Floyd-Song von Roger Waters, der den Tod seines Vaters Eric Fletcher Waters in der Schlacht von Anzio (Codename Operation Shingle) während der italienischen Kampagne des Zweiten Weltkriegs beschreibt.

## Entstehung
Der Song trug anfangs den Titel Anzio, 1944. Der Arbeitstitel lautete When The Tigers Break Through sollte ursprünglich Teil des Albums The Wall sein – daher das Copyright-Datum 1979 –, wurde aber von den anderen Bandmitgliedern abgelehnt, da er zu persönlich sei. Anschließend aufgenommen wurde das Lied in die Filmversion von The Wall genommen, und zuvor am 26. Juli 1982 als separater Track (Laufzeit 3:00 min) auf einer 7"-Single veröffentlicht. Die Single trug den Zusatz Taken from the album The Final Cut, wurde aber erst bei der Neuauflage der CD 2004 auf diesem Album veröffentlicht.
Die Single-Version ist ein einzigartiger Mix und unterscheidet sich von der Version im Film und allen nachfolgenden Veröffentlichungen. Sie hat ein anderes Intro, das kürzer ist als bei den meisten anderen Versionen. Der erste Vers verwendet eine Gesangsaufnahme, die nur in dieser Variante veröffentlicht wurde. Diese Aufnahme enthält auch verschiedene Percussion-Akzente – kurze Snare-Roll-Fills im gesamten Track.

## Text
Der Song legt die Prämisse für den Film The Wall fest, der Filmmaterial über den britischen Beitrag zur Operation Shingle, der Anzio-Kampagne, nachbildet, in der amerikanische und britische Truppen des US-VI-Korps an den Stränden bei Anzio, Italien, landeten, um Rom von der deutschen Kontrolle zu befreien. Zu diesen Streitkräften gehörte die Z Company of the 8th Battalion, Royal Fusiliers (City of London Regiment), in der Waters’ Vater Eric diente. Das Bataillon diente neben den 9th Royal Fusiliers und der 7th Oxfordshire and Buckinghamshire Light Infantry, unter dem Kommando der 167th (London) Infantry Brigade, der 56th (London) Infantry Division. Wie Waters es erzählt, hatte der Kommandant gebeten, seine Truppen aus einem deutschen Tigertankangriff abzuziehen, aber die Generäle lehnten ab, "und die Generäle dankten / während die anderen Ränge / die feindlichen Panzer eine Weile zurückhielten / und der Anzio-Brückenkopf gehalten wurde zum Preis / einiger Hundert gewöhnlicher Leben", als die Tiger schließlich durch die britische Verteidigung brachen und die gesamte Kompanie Z, einschließlich Eric Waters, töteten.
Im zweiten Vers des Liedes (der die Reprise später im The Wall-Film ausmacht) beschreibt Waters, wie er ein Kondolenzschreiben der britischen Regierung fand, beschrieben als eine Notiz von König George VI. in Form einer Blattgoldrolle, die "Seine Majestät mit seinem persönlichen Stempel unterschrieb." Waters’ Ressentiments explodieren dann in der letzten Zeile: "Und so hat mir das Oberkommando meinen Vater genommen."
Das zugrundeliegende Thema des Songs ist einer der primären Katalysatoren für den Abstieg der Figur Pink in die Isolation während der gesamten Geschichte von The Wall, insbesondere in der Filmversion.
Am 18. Februar 2014, genau 70 Jahre nach dem Tod seines Vaters in Anzio, enthüllte Waters ein Denkmal für die Z Company in der Nähe des Ortes der Schlacht. Ein weiteres Denkmal war bereits an der ungefähren Stelle errichtet worden, an der sein Vater fiel. Nachdem Waters viele Jahre lang nicht wusste, was an diesem schicksalhaften Tag geschah, konnte es endlich zu einem Schluss kommen, nachdem der 93-jährige Fusilier und Anzio-Veteran Harry Schindler genaue Angaben über Zeitpunkt und Ort des Todes von Waters’ Vater gemacht hatte. Beide waren bei der Enthüllung der Gedenkstätte anwesend.